# Eves frestelser
Eves frestelser (originaltitel: Female Perversions) är en amerikansk/tysk dramafilm från 1996 regisserad av Susan Streitfeld och med Tilda Swinton och Amy Madigan i huvudrollerna. Filmen hade inte svensk biopremiär men släpptes på hyrvideo i augusti 1997 av Egmont Film AB.
Filmen är baserad på boken Female Perversions: The Temptations of Emma Bovary från 1991 av psykoanalytikern Louise J. Kaplan.

## Handling
Eve Stephens är en framgångsrik rättegångsadvokat i Los Angeles, men privatlivet är mer turbulent och hon söker sexuell bekräftelse hos både män och kvinnor. Hon drabbas av erotiska mardrömmar och återblickar från hennes föräldrars liv.
När Eves syster Maddie blir arresterad för upprepat snatteri så börjar deras liv och gemensamma familjeförflutna, och den skadliga inverkan som deras föräldrar haft på deras liv, sakta men säkert nystas upp.

## Rollista
| Tilda Swinton     | – Eve Stephens    |
| Amy Madigan       | – Maddie Stephens |
| Karen Sillas      | – Renee           |
| Frances Fisher    | – Annunciata      |
| Clancy Brown      | – John            |
| Laila Robins      | – Emma            |
| John Diehl        | – Jake Rock       |
| Paulina Porizkova | – Langley Flynn   |
| Shawnee Smith     | – Sminkförsäljare |
| Marcia Cross      | – Beth Stephens   |
| Sandy Martin      | – Trudy           |